# Baeopelma colorata
Baeopelma colorata är en insektsart som först beskrevs av Löw 1888.  Baeopelma colorata ingår i släktet Baeopelma och familjen rundbladloppor. Inga underarter finns listade i Catalogue of Life.